# Grýtubakkahreppur
Grýtubakkahreppur és un municipi d'Islàndia, a la regió de Norðurland eystra. Té una extensió de 431,4 km² i una població de 389 habitants l'1 de gener de 2025.
El 8 d'octubre de 2005 es va rebutjar la fusió amb el municipi d'Akureyrarkaupstaður mitjançant un referèndum.
La principal població del municipi és Grenivík.